# MEST (Gen)
Das MEST-Gen codiert im Menschen das MEST-Protein (englisch mesoderm-specific transcript homolog protein). Eine Alternativbezeichnung lautet „Paternally expressed gene 1 (PEG1)“.
MEST ist das erste als genomisch geprägt (imprinted) erkannte Gen auf Chromosom 7 des Menschen.
MEST codiert für ein Mitglied der alpha/beta-Hydrolase-Familie und besitzt eine isoformspezifische Prägung. Der Verlust der Prägung wurde mit verschiedenen Typen von Krebs in Verbindung gebracht und beruht vermutlich auf einem Wechsel des Promotors.
Das codierte Protein spielt wahrscheinlich eine Rolle in der Entwicklung des Organismus. Drei Transkript-Varianten, die für zwei verschiedene Isoformen codieren, wurden identifiziert. Ein Pseudogen wurde auf Chromosom 6 des Menschen gefunden.
Das MEST-Gen enthält die DNA-Sequenz für die microRNA-335(-5p), eine kleine RNA, die als wichtiger Regulator bei der Entstehung von malignen Tumoren erkannt wurde.